# Commelina kapiriensis
Commelina kapiriensis är en himmelsblomsväxtart som beskrevs av De Wild. Commelina kapiriensis ingår i släktet himmelsblommor, och familjen himmelsblomsväxter. Inga underarter finns listade.